# ラスト・スプラッシュ
『ラスト・スプラッシュ』(Last Splash)は、アメリカのロックバンド、ブリーダーズの2ndアルバム。1993年8月31日に4ADよりリリース。

## 概要、評価
1992年、EP『Safari』リリース後にギタリストのタニヤ・ドネリーが自身のバンドであるベリーを結成するためバンドを脱退し、『Safari』リリース前にバンドに加入したキム・ディールの双子の姉であるケリー・ディールがリードギタリストとソングライティング、1曲でリードボーカルを担当した。
ビルボード最高33位、全英5位を記録しミリオンセラーを記録するなど、バンドにとって最大の成功を収めたアルバムである。1994年6月にRIAAよりプラチナディスクを授与された。
アルバムタイトルはリードシングル「Cannonball」の歌詞から採られた。「Cannonball」のミュージック・ビデオは映画監督のスパイク・ジョーンズが監督した。
2003年、ピッチフォーク・メディアは1990年代のトップ100アルバムリストの64位に本作を選出した。
2013年、4ADは『LSXX』のタイトルで、7枚組のレコードバージョンと3枚組のCDバージョンの2通りで本作をリイシューした。
『ローリング・ストーン』誌が選んだ「歴代最高のアルバム500選」において293位に選ばれている。

## 収録曲
特筆ない限り全曲キム・ディール作詞作曲。
1. "New Year" - 1:56
2. "Cannonball" - 3:33
3. "Invisible Man" - 2:48
4. "No Aloha" - 2:07
5. "Roi" - 4:11
6. "Do You Love Me Now?" (Kim Deal, Kelley Deal) - 3:24
7. "Flipside" - 1:59
8. "I Just Wanna Get Along" (Kim Deal, Kelley Deal) - 1:44
9. "Mad Lucas" - 4:36
10. "Divine Hammer " - 2:41
11. "S.O.S." - 1:31
12. "Hag" - 2:55
13. "Saints" - 2:32
14. "Drivin' on 9" (Dom Leone, Steve Hickoff) - 3:22
15. "Roi (Reprise)" - 0:42

## 参加ミュージシャン
- キム・ディール - リードボーカル、ギター、モーグ・シンセサイザー、カシオトーン
- ケリー・ディール - ギター、コーラス、リードボーカル (#8)
- ジョゼフィン・ウィッグス - ベースギター、コントラバス、コーラス、チェロ、ドラムス (#5)
- ジム・マクファーソン - ドラムス
- キャリー・ブラッドレイ - ヴァイオリン